# Chéhéry
Chéhéry település Franciaországban, Ardennes megyében. Lakosainak száma 120 fő (2018. január 1.). Chéhéry Bulson, Chémery-sur-Bar, Cheveuges, Saint-Aignan, Chémery-Chéhéry és Omicourt községekkel határos.

## Népesség
A település népességének változása:
| Lakosok száma | 108  | 116  | 114  | 120  | 142  | 137  | 130  | 128  | 121  | 120  |
|               | 1962 | 1968 | 1982 | 1990 | 1999 | 2008 | 2011 | 2013 | 2017 | 2018 |